# Gymnopternus maculiventris
Gymnopternus maculiventris är en tvåvingeart som först beskrevs av Van Duzee 1925.  Gymnopternus maculiventris ingår i släktet Gymnopternus och familjen styltflugor.
Artens utbredningsområde är New York. Inga underarter finns listade i Catalogue of Life.